# Paul Comi

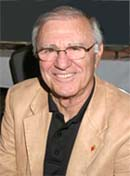
Paul Comi (2007)

Paul Domingo Comi (* 11. Februar 1932 in Brookline, Massachusetts; † 26. August 2016 in Pasadena, Kalifornien) war ein US-amerikanischer Schauspieler.

## Leben

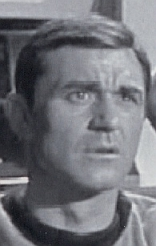
Paul Comi in Raumschiff Enterprise

Paul Comis professionelle Karriere begann 1957, in dem bekannten La Jolla Playhouse in Kalifornien, als er in einem Stück mit Don Taylor und Una Merkel auftrat. In seiner kleinen Rolle erhielt er gute Bewertungen in den Fachzeitschriften The Hollywood Reporter und Variety. Dies führt zu einer Vertragsunterzeichnung bei 20th Century Fox für die Rolle als Private Abbott in Die jungen Löwen. Bis zur Beendigung seiner Karriere als Schauspieler im Jahre 1995 spielte Comi in 16 Spielfilmen und weit über einhundert Fernsehserien mit, wenngleich er fast nie über Nebenrollen herauskam.
Zudem war Comi Präsident von Caffe D'Amore Inc., einer von seiner Frau Eva gegründeten Kaffeefirma. Mit Eva hatte er drei Kinder. Paul Comi starb im August 2016 im Alter von 84 Jahren.

## Auszeichnungen
- Abschluss Magna Cum Laude an der University of Southern California
- Purple Heart (A3 Purple Heart, Veteran im Koreakrieg)

## Filmografie (Auswahl)

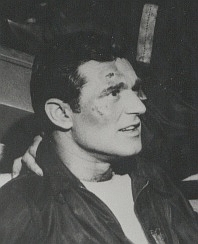
Paul Comi in Twilight Zone

### Kino
- 1959: Mit Blut geschrieben (Pork Chop Hill)
- 1961: Der Außenseiter (The Outsider)
- 1962: Ein Köder für die Bestie (Cape Fear)
- 1965: New York Expreß (Blindfold)
- 1972: Eroberung vom Planet der Affen (Conquest of the Planet of the Apes)
- 1974: Flammendes Inferno (The Towering Inferno)
- 1981: Scharfer Schuss (Longshot)
- 1982: Der Mann ohne Gnade (Death Wish II)
- 1984: Angriff ist die beste Verteidigung (Best Defense)
- 1986: Howard – Ein tierischer Held (Howard the Duck)

### Fernsehen
- 1959: 77 Sunset Strip – The Grandma Caper
- 1965: Alfred Hitchcock Presents – Crimson Witness
- 1965–1968: FBI – Act of Violence, The Satellite, The Escape, The Giant Killer
- 1966: Raumschiff Enterprise – Balance of Terror
- 1966: The Time Tunnel – Massacre
- 1968–1969: Mannix – The Playground, Another Final Exit
- 1971–1973: Cannon – A Well Remembered Terror, No Pockets in the Shroud
- 1975–1980: Barnaby Jones (3 Folgen)
- 1977: Die Straßen von San Francisco – Interlude
- 1981: Dallas – Waterloo at Southfork
- 1985: Falcon Crest – False Hope
- 1985–1990: Unter der Sonne Kaliforniens – What If?, High School Confidential, The Emperor's Clothes
- 1986–1989: Ein Engel auf Erden –  Summer Camp, Parents' Day, Children’s Children
- 1991: L.A. Law – Staranwälte, Tricks, Prozesse – Since I Fell for You and On the Toad Again
- 1995: Baywatch – Die Rettungsschwimmer von Malibu – Leap of Faith